# Organizzazione della cooperazione centro-asiatica

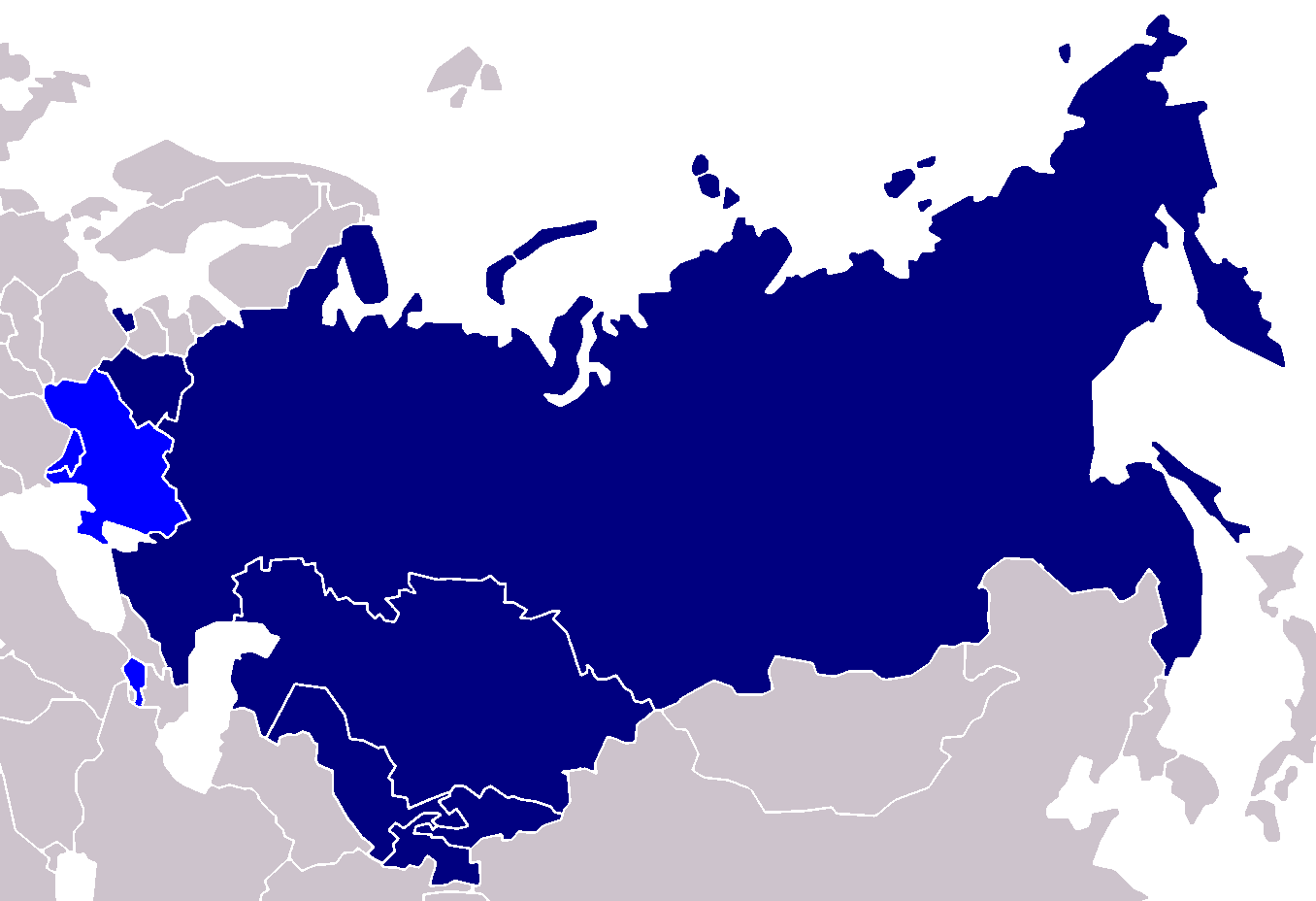

| Membri       | Osservatori  |
| ------------ | ------------ |
| Russia       | Afghanistan  |
| Kazakistan   | Georgia      |
| Kirghizistan | Turchia      |
| Tagikistan   | Turkmenistan |
| Uzbekistan   | Ucraina      |

L'Organizzazione della cooperazione centro-asiatica (Organization of Central Asian Cooperation, OCAC) è un'organizzazione internazionale, chiamata così dopo il 2002, fondata nel 1991 per raggruppare alcuni paesi della Comunità degli Stati Indipendenti ed eventualmente quelli dell'area dell'Asia centrale, al fine di rinforzare l'integrazione economica nella regione.

## Storia
Nel 1991 alcuni membri della Comunità degli Stati Indipendenti, Kazakistan, Kirghizistan, Uzbekistan, Tagikistan e Turkmenistan, formarono l'organizzazione come  Comunità centro-asiatica. Continuò dal 1994 sotto il nome di  Unione economica centro-asiatica o CAEU (Central Asian Economic Union) dopo il ritiro del Turkmenistan e l'auto-sospensione del Tagikistan. Nel 1998 fu rinominata  Cooperazione economica centro-asiatica in seguito ai negoziarti con i quali si permise il ritorno del Tagikistan.
Il 28 febbraio 2002 fu nuovamente rinominata con la dicitura attuale e il 28 maggio 2004 fu ammessa la Russia.
Afghanistan, Georgia, Turchia e Ucraina hanno lo status di osservatori.
Alla fine del 2005 fu deciso tra gli stati membri che l'Uzbekistan potrà entrare nella Comunità economica eurasiatica (Eurasian Economic Community, EurAsEC) e che le due organizzazioni saranno unite; ma la questione sullo status degli osservatori che non sono membri della Comunità economica eurasiatica non è ancora regolata (specialmente la Georgia e la Turchia; quest'ultimo punta peraltro all'adesione all'Unione europea, un obiettivo poco compatibile con quelli degli altri membri che vogliono un contrappeso economico tra la forte Unione Europea ad ovest e la crescente ASEAN ad est.
La persistenza dell'organizzazione resta incerta, in quanto l'essenziale delle sue attribuzioni sono state trasferite all'EurAsEC dopo il 2006.

## Realizzazione e prospettive
Gli stati partecipanti alla Cooperazione economica centro-asiatica hanno determinato un'area nella quale la cooperazione regionale dovrebbe puntare principalmente allo sviluppo come cooperazione commerciale, alla creazione di un mercato unico per la produzione agricola, alla cooperazione industriale, alla creazione di un sistema unico di trasporti e comunicazione e ad un'area di risorse di energia combustibile. Sfortunatamente, eccetto per i miglioramenti nell'armonizzazione delle tasse, nella parziale eliminazione della doppia tassazione e nella creazione di una banca interstatale di cooperazione e sviluppo, i passi presi dentro la struttura sono state relativamente un insuccesso. In effetti, le numerose risoluzioni prese, sono state seguite raramente da una fase di attuazione. Uno degli scopi della creazione dell'organizzazione nel 2002 fu il miglioramento della sua efficacia, così da distinguerlo dal suo predecessore. Durante l'incontro dell'organizzazione nel luglio del 2003, il presidente del Kazakistan ha chiesto in nome dell'organizzazione aiuto alle IFI nella formulazione delle strategie così da risolvere le maggiori questioni della regione. Per quanto riguarda il mercato, gli stati membri hanno proposto recentemente la creazione di un singolo mercato nella regione, grazie alla strategia “stage by stage”, e la creazione di un'unione doganale nel giro di 15 anni.
La recente integrazione della Russia nell'accordo cambierà molto probabilmente il centro di gravità dell'organizzazione, infatti la sua entrata ha messo a rischio la realizzazione dell'unione doganale in ragione del suo peso che porterà un nuovo schiacciamento degli altri paesi; d'altronde l'organizzazione voleva rafforzare i legami tra i paesi centro-asiatici indipendenti dalla Russia, dalla quale si erano separati, oggi gli obiettivi sono molto più moderati. Il principale è quello per il miglioramento della stabilità e sicurezza della regione, come base per ulteriori miglioramenti nella situazione economica della regione.

## Membri
- Membri attuali
  -  Kazakistan (1991)
  -  Kirghizistan (1991)
  -  Tagikistan (1991, autosospeso 1994-1998)
  -  Uzbekistan (1991)
  -  Russia (2004)
- Osservatori
  -  Afghanistan
  -  Georgia
  -  Turchia
  -  Ucraina
- Ex membri
  -  Turkmenistan (1991, uscito 1994)

## Struttura
Gli organi stabiliti per la Cooperazione economica centro-asiatica nel luglio 1994 furono mantenute, dopo la trasformazione, come organi dell'Organizzazione della cooperazione centro-asiatica. Queste strutture sono:
- Consiglio interstatale
- Consiglio dei primi ministri
- Consiglio dei ministri per gli affari esteri
- Banca Centro-Asiatica della cooperazione e sviluppo
- Consiglio esecutivo

## Obiettivi
Lo scopo della Cooperazione economica centro-asiatica fu limitato all'incoraggiamento della cooperazione economica tra le quattro repubbliche centro-asiatiche e la creazione di un singolo spazio economico. Nel febbraio del 2002 si decise di ampliare gli scopi dell'organizzazione stabilendo che fossero l'accrescimento “dello sviluppo dell'integrazione economica della regione, il miglioramento delle forme e dei meccanismi di espansione delle relazioni politiche, sociali, scientifiche-tecniche, culturali ed educative” tra gli stati membri.